# Episodi di E.N.G. - Presa diretta (seconda stagione)
La seconda stagione della serie televisiva E.N.G. - Presa diretta è stata trasmessa in anteprima in Canada dalla CTV tra il 1990 e il 1991.
| nº | Titolo originale            | Titolo italiano | Prima TV Canada | Prima TV Italia |
| -- | --------------------------- | --------------- | --------------- | --------------- |
| 1  | Word of Mouth               |                 | 1990            |                 |
| 2  | Malicious Intent            |                 | 1990            |                 |
| 3  | The Dancer and the Dance    |                 | 1990            |                 |
| 4  | Scratches on a Plaster Wall |                 | 1990            |                 |
| 5  | Bones                       |                 | 1990            |                 |
| 6  | Payment in Kind             |                 | 1990            |                 |
| 7  | Ripples in a Pond           |                 | 1990            |                 |
| 8  | All in the Game             |                 | 1990            |                 |
| 9  | Force of Reason             |                 | 1990            |                 |
| 10 | Duffy, Bok, & Flann         |                 | 1990            |                 |
| 11 | A Long Way from Hopeful     |                 | 1990            |                 |
| 12 | A Wing and a Prayer         |                 | 1990            |                 |
| 13 | In the Blood                |                 | gennaio 1991    |                 |
| 14 | Seeing Is Believing         |                 | 1991            |                 |
| 15 | Lest You Be Judged          |                 | 1991            |                 |
| 16 | Tyger, Tyger                |                 | 1991            |                 |
| 17 | Up on the Roof              |                 | 1991            |                 |
| 18 | Lip Service                 |                 | 1991            |                 |
| 19 | Past Imperfect              |                 | 1991            |                 |
| 20 | Suffer the Little Children  |                 | 1991            |                 |